# KDELR3
KDELR3‏ (KDEL endoplasmic reticulum protein retention receptor 3) هوَ بروتين يُشَفر بواسطة جين KDELR3 في الإنسان.